# Церковь Святого Конрада (Ландсхут)
Церковь Святого Конрада (нем. Pfarrkirche St. Konrad или нем. Konradkirche) — римско-католическая приходская церковь, расположенная в центре баварского города Ландсхут; здание было построено в 1950—1951 годах по проекту мюнхенского архитектора Фридриха Хайндля. Покровителем церкви является Святой Конрад из Парцхама.

## История и описание
Поскольку католическая церковь Святого Конрада находится на левом берегу реки Изар, её приход относится к Регенсбургской епархии; территория прихода включает в себя северо-восточные районы города Ландсхут. С 1906 года началось заселения района по обе стороны от улицы Регенсбургерштрассе, который ранее был малонаселенным и относился к приходу церкви Святого Николая. Желание жителей иметь в районе собственную церковь было удовлетворено уже в 1939 году, когда были созданы первоначальные планы по строительству нового храма — но в связи с началом Второй мировой войны они были отложены. Только в 1950 году, 20 августа, был заложен первый камень в основание нового здания, строительство которого велось по проекту мюнхенского архитектора Фридриха Фердинанда Хайндля; церковь была «благословлена» на Рождество 1951 года, а в мае 1952 готовое здание было освящено архиепископом Михаэлем Бухбергером. В 1957 году к приходу было добавлено поселение Эрголдинг-Вест.
В 1956 году на улице Ауэрвег, в промышленной зоне, приход открыл свой первый детский сад, который не сохранился до начала XXI века. В следующем году рядом с приходской церковью был построен дом пастора с административными помещениями и библиотекой. В 1975 году напротив приходской церкви открылся детский сад Святого Конрада, который существует по сей день. В 1981 году к приходской церкви был добавлен общественный центр с большим залом, помещениями для групповых занятий и кухней. В 1991 году приход открыл детский сад Святого Иоанна, а в 1995—1996 годах общиной церкви Конрада была построена филиальная церковь Святого Иоанна.
Церковь, освященная в 1952 году, явно отличается от церковных зданий 1920-х и 1930-х годов, которым была свойственна архитектура направления историзм; в отличие от них, церковь Святого Конрада представляет собой типичное здание послевоенного зального храма. Однако само здание, вопреки традиционному подходу, ориентировано на запад. Алтарь храма поднят на восемь ступеней над полом и освещается пятью близко расположенными витражными окнами; они были созданы по эскизам местного художника Вилли Гейгера в 1952 году. Престол храма был изготовлен в 1982 году в ходе перепроектирования здания в связи с решениями Второго Ватиканского собора; сам алтарь был создан мюнхенской художницей Кристиной Штадлер. На правой стороне нефа находится барочная скульптура Непорочного зачатия Девы Марии, датируемая первой четвертью XVIII века. «Крестный путь» был создан скульптором Фридрихом Хиршем в 1960 году.
Орган церкви Святого Конрада был построен в 1956 году мастером Михаэлем Вайзом из общины Платтлинг: в связи с плохим состоянием инструмента, нуждающегося в серьёзном ремонте, в 2016 году его планировали заменить. В башне-колокольне «Конрадкирхи» находятся четыре больших колокола, отлитые в 1961 году, и два малых колокола, приобретенные приходом в 1952.